# ペンッティ・キルスティラ
ペンッティ・キルスティラ（Pentti Kirstilä、1948年 - ）は、フィンランドの推理作家、英米文学の翻訳家。男性。フィンランド南西部のトゥルク生まれ。
タンペレ大学卒業後、新聞記者を経て推理作家デビュー。ラウリ・ハンヒヴァーラ（Lauri Hanhivaara）を主人公とするハンヒヴァーラ警部シリーズで人気を博しており、いくつかの作品は映画化、テレビドラマ化されている。1987年、フィンランド・ミステリ協会が年間最優秀のミステリ作品に贈る推理の糸口賞（導きの糸賞）を受賞。1993年にも同賞を受賞した。
日本では、ハンヒヴァーラ警部シリーズの『過去よさらば』が刊行されている。また、ハンヒヴァーラ警部シリーズ初期5作品はドイツ語に翻訳されている。ほかに、『ガラスの馬よさらば』のスロヴァキア語版などが出ている。

## 作品リスト
フィンランド語で執筆。
- ハンヒヴァーラ警部シリーズ
  - Jäähyväiset rakkaimmalle (1977) （愛するものよさらば）
  - Jäähyväiset ilman kyyneleitä (1978) （涙も枯れて）
  - Jäähyväiset presidentille (1979) （大統領よさらば）
  - Jäähyväiset lasihevoselle (1981) （ガラスの馬よさらば）
  - Jumalia ei uhmata (1982) （神さまには逆らわず）
  - Isku vasten kasvoja  (1983) （顔面を叩け）
  - Jäähyväiset unelmille (1996) （夢よさらば）
  - Jäähyväiset menneisyydelle (1997) （過去よさらば、訳：篠原敏武、2000年12月、新樹社、ISBN 9784787585028）
  - Hanhivaara ja sateisen saaren tappaja (2000) （ハンヒヴァーラと雨降る島の殺人者）
  - Hanhivaara ja saalistajat (2001)
  - Hanhivaara ja mies joka murhasi vaimonsa (2002)
- その他
  - Isku suoneen (1982) （筋肉を叩け）
  - Munthe (1984)
  - Kirkkaankeltaiset jäähyväiset (1985) （ディープ・イエロー）
  - Sinivalkoiset jäähyväiset (1986) （青と白） - 1987年、フィンランド・ミステリ協会 推理の糸口賞
  - Klassinen happokylpy (1990) （旧式酸性定着浴） - アンソロジー『The Oxford book of detective stories』（2000）に英訳が収録された
  - Imelda (1992) （イメルダ） - 1993年、フィンランド・ミステリ協会 推理の糸口賞
  - Elektra (1993) （エレクトラ）
  - Miksi natsit eivät pidä viirupöllöistä? (1994) （ナチスはなぜアメリカフクロウが嫌いか）
  - Saari meren rannalla  (1995) （海岸の島）
  - Varo, kulta, varo. Pieniä sovinnollisia tarinoita (2003) - 13編収録の短編集